# Адолескария
Адолескария, или адолескарий (новолат. adolescaria, от лат. adolesco — подрастаю, увеличиваюсь) — покоящаяся личиночная стадия амфимиктного поколения в жизненном цикле некоторых дигенетических сосальщиков (Digenea). Адолескарии развиваются из церкарий, покинувших тело промежуточного хозяина (моллюска), которые отбрасывают хвост и инцистируются. Процесс превращения свободной церкарии в адолескарию носит название цистогонии. 
Адолескария ведёт неподвижный образ жизни внутри выделяемой ею цисты, плотно прикреплённой к водной или прибрежной растительности, другим погруженным в воду предметам либо покоящуюся на дне водоёма. Наружная оболочка цисты адолескарии неровная на наружной поверхности и слоистая, и наиболее плотно прикрепляет её к субстрату. Нижележащая оболочка является волокнистой. Она весьма тонкая и отделяет собой наружную оболочку от сетчатой оболочки самой цисты. Четвертая оболочка, являющаяся самой внутренней выстилает собой полость цисты, которая, судя по всему, является заполненной жидкостью. Адолескария в самой цисте неподвижна, плотно сжата.
Попадая вместе с водой либо пищей в организм своего окончательного хозяина, в роли которого выступают копытные, иногда человек, адолескария преобразуется в половозрелого паразитического червя  мариту.